# Molophilus yumbera
Molophilus yumbera là một loài ruồi trong họ Limoniidae. Chúng phân bố ở miền Australasia.